# Schwagenscheidt-Siedlung Faßberg
Die Schwagenscheidt-Siedlung ist ein Wohngebiet in der niedersächsischen Gemeinde Faßberg.

## Beschreibung
Die zwölf Hektar umfassende Wohnsiedlung befindet sich im südöstlichen Bereich des Ortszentrums im Winkel der Straßen Lange Reihe und Schlichternheide. Zur Siedlung gehören 71 Mehrfamilienhäuser mit 287 Wohnungen. Die Gebäude wurden zwischen Grünflächen ausnahmslos aus roten Klinkern mit Satteldach errichtet. Sie sind zu mehreren Baugruppen mit zwölf bis 20 Vierfamilienhäusern zusammengefasst. Charakteristisch ist die mehrfach um 90 Grad gegeneinander versetzte Anordnung von Gebäuden.

## Geschichte
Die Schwagenscheidt-Siedlung steht im engen Zusammenhang mit dem in den 1930er Jahren errichteten Fliegerhorst Faßberg. Bereits zwischen 1934 und 1938 wurden zur Unterbringung der Familien der auf dem Fliegerhorst stationierten Militärangehörigen getrennt nach Dienstgraden drei Wohnsiedlungen (Weiße, Rote und Graue Siedlung) errichtet. Als um die Mitte der 1950er Jahre die Bevölkerungszahl in Faßberg, bedingt auch durch die Übernahme des Fliegerhorstes durch die Bundeswehr, stark angestiegen war, beschloss die Gemeinde Faßberg ein umfangreiches Wohnungsbauprogramm. Maßgeblich an der Planungsausführung beteiligt war der Architekt Walter Schwagenscheidt aus Kronberg im Taunus. Schwagenscheidt war zu dieser Zeit ein bekannter Vertreter der Frankfurter Schule. Nachdem er 1958 und 1959 bereits zwei Projekte im Auftrage der Bundeswehr betreut hatte, erhielt er ebenfalls von dieser 1960 den Auftrag für ein drittes neues Wohngebiet, der später nach ihm benannten Schwagenscheidt-Siedlung. Sie wurde zu einem markanten Beispiel der Ideen der Frankfurter Schule und wurde in den 1990er Jahren in die Liste der Baudenkmale in Faßberg aufgenommen. Um 2015 war die Schwagenscheidt-Siedlung zum Sanierungsfall geworden und belastete die Gemeinde Faßberg mit einem Wohnungsleerstand um 50 Prozent. 2016 gelang es, die gesamte Siedlung an eine Schweizer Unternehmensgruppe zu veräußern, die sogleich mit einer umfangreichen Sanierung begann.